# 9 Pułk Strzelców Pieszych
9 Pułk Strzelców Pieszych – polski pułk piechoty okresu Królestwa Kongresowego.
Sformowany w początkach 26 maja 1831 z gwardzistów Gwardii Ruchomej województwa krakowskiego.
1 sierpnia 1831 dowódcą pułku został Bartłomiej Lanckoroński.